# Сиґнатурка (вежа)

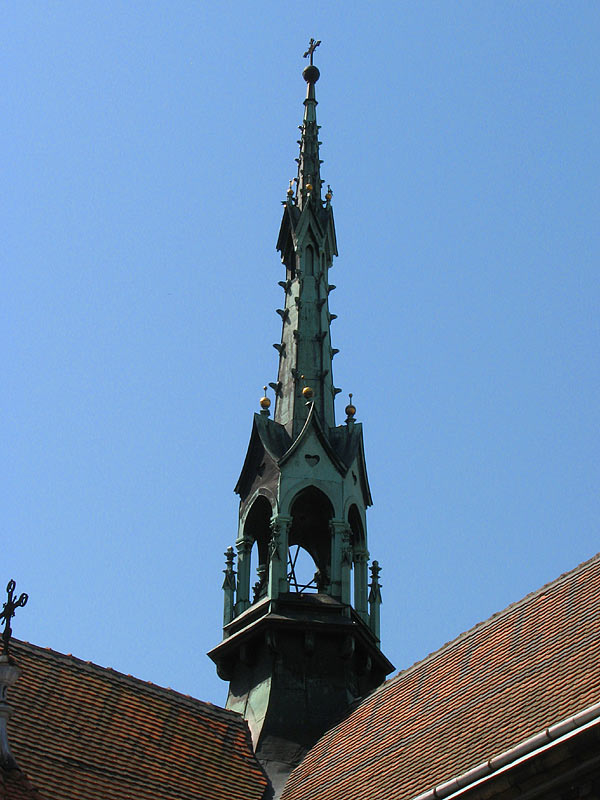
Сиґнатурка костела Святого Станіслава у Чорткові

Сиґнатурка (пізньо-лат. signatura — «підпис», від лат. signo — «вказую», «означую») — мала храмова вежа (здебільшого католицьких храмів), на якій зазвичай міститься найменший із дзвонів, який також називається сиґнатуркою. У той дзвін традиційно видзвонюють на Sanctus і на Вознесіння.
Сиґнатурка здебільшого розташована на перехресті трансепту з головною навою (у більших храмах) або над презбітерієм (у менших храмах). Сиґнатурка походить з архітектури часів середньовіччя. Всередині сиґнатурки зазвичай уміщено фундаційні документи святині, як пам'ятку для майбутніх поколінь.
Сиґнатуркою інколи також називають невелику (зазвичай без годинника) вежу ратуші.